# شکارچیان قهرمان
شکارچیان قهرمان (به انگلیسی: Hero Hunters) یک بازی در سبک نقش افرینی اکشن می‌باشد که توسط شرکت بازی‌سازی هات‌هد گیمز طراحی شده است. نسخهٔ اولیهٔ این بازی در ٢ فوریه ٢٠١٧ با نام گان رایز (انگلیسی : Gun Rise) منتشر شد، اما در ٣١ ژوئیه نسخه کامل با نام «شکارچیان قهرمان» در دسترس قرار گرفت. این بازی هم اکنون در فروشگاه گوگل پلی و اپ استور برای دانلود موجود است.